# Зарков Володимир Григорович
Володимир Григорович Зарко́в (нар. 22 червня 1945, Гайсин — пом. 21 червня 1999, Київ) — український співак (тенор) і педагог; народний артист УРСР з 1978 року.

## Біографія
Народився 22 червня 1945 року в місті Гайсині Вінницької області в родині художника і домогосподарки. Був п'ятою, наймолодшою дитиною в багатодітній сім'ї. Навчався у Гайсинській школі № 5. З дитинства займався співом, брав участь в роботі вокального гуртка Будинку школярів. Неодноразово був переможцем районних оглядів художньої самодіяльності, виступав на обласних оглядах, фестивалях, конкурсах. Після закінчення школи навчався у Вінницькому музичному училищі. Член КПРС з 1967 року. З 1969 по 1974 рік навчався в Київській консерваторії (педагоги Марія Єгоричева, Анатолій Мархлевський).
У 1965–1987 роках — соліст ансамблів пісні і танцю Київського військового округу, у 1987–1994 роках — Західної групи військ Радянської армії (згодом — Збройних сил Росії, Німеччина). Водночас у 1974–1987 і 1994–1996 роках — соліст оперної студії при Національної музичної академії України. У 1994–1996 роках — викладач Київського інституту культури.
Помер в Києві 21 червня 1999 року.

## Творчість
У репертуарі  твори українських та зарубіжних композиторів, арії з опер, народні пісні, романси. Також співав у дуеті з Олександром Таранцем. 1996 року записав аудіоальбом «Криниця».